# Classe Poti
Le navi di classe Poti erano piccole imbarcazioni sovietiche da pattugliamento costiero con ruoli limitati, ma pensate per portare una maggiore copertura delle coste sovietiche.
Per quello che riguarda le loro caratteristiche, sebbene con ridotti sensori a bordo, queste corvette leggere avevano un armamento di tutto rispetto, con una torretta binata da 57mm di ultimo modello e un radar di tiro Drum Tilt a mezzanave. A prua invece non vi era spazio per cannoni di medio calibro e così vi erano due lanciarazzi RBU, forse del tipo RBU6000, sistemati in tandem, uno sul ponte di coperta e l'altro sulla tuga posta dietro. Infine, due lanciasiluri binati erano a mezzanave.
Infine, lo scafo era molto affinato e grazie alle turbine sistemate a poppa, con i caratteristici scarichi a manichetta, consentivano una elevata velocità. I sensori erano radar di vario tipo e sonar a prua.